# Metax
Metaxは、MP4および派生の形式の動画ファイルにメタデータのタグを付加するフリーウェアである。Mac OS X用、およびWindows用が提供されている。
主な用途として、iTunes（Appleの楽曲管理ソフト）での年齢認証のためのレートをつける事があげられる。
その他にも様々な用途があり、一例としてSonicStageでも使えるという長所をもつ。